# Periderm

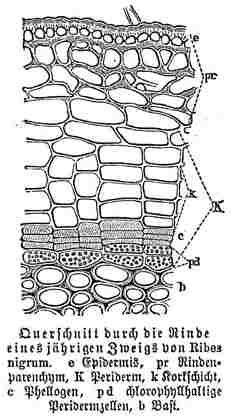
Querschnitt durch Johannisbeerrinde mit Korkschicht

Das Periderm ist das sekundäre Abschlussgewebe bei der Sprossachse und das tertiäre Abschlussgewebe in der Wurzel der Bäume.
Der Gewebekomplex ist von außen nach innen aufgebaut aus:
- Kork (Phellem), totes, mehrschichtiges Gewebe (Korkzellen abwechselnd mit Suberin und Cutin imprägniert)
- Korkkambium (Phellogen), einschichtiges Meristem
- Phelloderm, ein teilweise mehrschichtiges, parenchymatisches, oft photosynthetisch aktives Gewebe

Wände der Korkzelle sind abwechselnd mit Suberin und Cutin imprägniert.

## Funktion und Entstehung
Durch das sekundäre Dickenwachstum wird die Epidermis oft zerrissen. Daher muss ein zweites Schutzgewebe (sekundäres Abschlussgewebe) darunter gebildet werden. Diese Funktion übernimmt das Periderm.
Im Korkkambium (Phellogen) werden nach außen Korkzellen (Phellem) und nach innen in geringer Menge parenchymatische Zellen (Phelloderm) gebildet.
Das nach außen abgeschobenen Phellem stirbt ab, da das Gewebe außerhalb des Periderms von Wasser- und Assimilatzufuhr abgeschnitten ist. Die Zellen färben sich braun, da sie Rindenfarbstoffe ablagern, die als Fäulnisschutz dienen.
Bei manchen Bäumen bleibt das erste Korkgewebe dauerhaft erhalten, sie bilden keine Borke. Man nennt sie auch Peridermbäume oder Rindenbäume. Die bekanntesten heimischen Vertreter sind die Rotbuche, Hainbuche, Gemeine Hasel, Vogelbeere, sowie die Johannisbeeren- und Goldregen-Arten.
Bei der Bildung der Borke spielen Peridermien ebenfalls eine wichtige Rolle.